# Ẑ
Ẑẑ (majuskuła: Ẑ, minuskuła: ẑ) – „Z” z cyrkumfleksem, litera diakrytyzowana łacińska powstała z litery „z” przez dodanie akcentu przeciągłego. 

## Użycie
Litera „ẑ” jest używana w transliteracji cyrylicy (ISO 9) w celu oznaczania cyrylicznej litery „Ѕ”.  
Używana jest także w matematyce, w której odnosi się do wektora jednostkowego osi {\displaystyle OZ}. 